# Thomas-Morus-Gymnasium (Daun)
Das Thomas-Morus-Gymnasium Daun ist ein Gymnasium in Daun, der Kreisstadt des Landkreises Vulkaneifel in Rheinland-Pfalz. Benannt ist es nach Thomas Morus (1478–1535), einem englischen Staatsmann und humanistischen Autor der Renaissance.

## Geschichte
- Gründung 1958 als Staatliches Aufbaugymnasium Daun
- Bezeichnung ab 1975: Thomas-Morus-Gymnasium (TMG)

## Ehemalige Schüler
- Jens Jenssen (* 1979), Abitur 1999, Politiker (SPD)
- Elvira Garbes (* 1956), Sozialwissenschaftlerin und Kommunalpolitikerin, seit 2018 hauptamtliche Bürgermeisterin der Stadt Trier und Vertreterin des Oberbürgermeisters
- Julia Gieseking (* 1974), Architektin und seit 2021 erste Landrätin des Landkreises Vulkaneifel
- Joachim Rodenkirch (* 1964), Abitur 1983, Kommunalpolitiker (CDU), seit 2009  Bürgermeister der Stadt Wittlich